# Berta diacte
Berta diacte là một loài bướm đêm trong họ Geometridae.